# Blossburg (Pennsylvanie)
Blossburg est un borough situé au sud-est de la partie centrale du comté de Tioga, en Pennsylvanie, aux États-Unis,. En 2010, il comptait une population de 1 538 habitants, estimée au 1er juillet 2020 à 1 507 habitants.  Le borough est incorporé le 29 août 1871.

## Démographie
Lors du recensement de 2010, le borough comptait une population de 1 538 habitants. Elle est estimée, en 2020, à 1 507 habitants.

### Source de la traduction
- (en) Cet article est partiellement ou en totalité issu de l’article de Wikipédia en anglais intitulé « Blossburg, Pennsylvania » (voir la liste des auteurs).